# Holoparamecus aelleni
Holoparamecus aelleni es una especie de coleóptero de la familia Endomychidae.

## Distribución geográfica
Habita en las  Antillas Neerlandesas.